# OWASP ZAP
OWASP ZAP (abr. para Zed Attack Proxy) es un escáner de seguridad web de código abierto.
Pretende ser utilizado como una aplicación de seguridad y como una herramienta profesional para pruebas de penetración.
Es uno de los proyectos más activos de OWASP. y se le ha dado un estatus de desarrollo insignia.
OWASP ZAP ha sido traducido a por lo menos 25 idiomas.
Cuándo se usa como servidor proxy permite a los usuarios manipular todo el tráfico que pasa a través de este, incluyendo el tráfico del protocolo seguro HTTPS.
La aplicación puede desempeñarse en modo residente el cual es controlado mediante el API REST.
Esta herramientas es multiplataforma, pues se ha escrito en Java y está disponible en sistemas tales como Windows, Linux y Mac OS X.
ZAP fue añadido al Radar de Tecnología de ThoughtWorks en mayo de 2015 en el anillo de prueba.

## Características
Entre las características disponibles se encuentran:
- Servidor proxy de interceptación.
- Rastreadores web tradicionales y por AJAX.
- Escáner automatizado.
- Escáner pasivo.
- Navegación forzada.
- Fuzzer
- Soporte para WebSocket.
- Lenguajes de scripting y compatibilidad con Plug-n-Hack.

OWASP ZAP tiene una arquitectura basada en complementos y un 'mercado' en línea que permite agregar características nuevas o actualizadas. El panel de control de GUI es fácil de usar.

## Premios
- Una de las herramientas de OWASP mencionadas en el premio Bossie de 2015 al mejor software de red y seguridad de código abierto[6]
- Segundo puesto en el "Top Security Tools of 2014" votado por los lectores de readers ToolsWatch.org[7]
- Top Security Tool (herramienta de la mayor seguridad) de 2013 votado por los lectores de ToolsWatch.org[8]
- Herramienta del año de Toolsmith en 2011[9]